# Leśniówek
Leśniówek (niem. Gr. Bürgermeister See) – jezioro w Polsce położone w województwie zachodniopomorskim, w powiecie drawskim, w gminie Złocieniec.
Akwen leży na Pojezierzu Drawskim, na północny zachód od Złocieńca.
Na północ od jeziora znajduje się mniejszy akwen, zwany przed 1945 Kl. Bürgermeister See.